# 1913 au théâtre
| Années du théâtre : 1910 - 1911 - 1912 - 1913 - 1914 - 1915 - 1916    |
| Décennies du théâtre : 1880 - 1890 - 1900 - 1910 - 1920 - 1930 - 1940 |

Cet article présente les faits marquants de l'année 1913 au théâtre.

## Événements
- Octobre : Création du théâtre du Vieux-Colombier au 21 rue du Vieux-Colombier, dans le 6e arrondissement de Paris, par Jacques Copeau. L'objectif est alors de renouveler le théâtre populaire, ainsi que les arts du décor et de la mise en scène, en se détachant des considérations mercantiles.
- Début de la construction de la Volksbühne qui portera successivement les noms de Volksbühne am Bülowplatz, Volksbühne puis Volksbühne am Rosa-Luxemburg-Platz, dénommé également Volksbühne Berlin.

## Pièces de théâtre représentées
- La Demoiselle de magasin, créée à Paris au Théâtre du Gymnase le 13 février 1913[1].
- Petite Madame, pièce parlée de Pierre Veber seul, création le 16 novembre 1913 au Théâtre  Fémina
- Rachel de Gustave Grillet, mise en scène d'Antoine, création le 23 novembre 1913 à l'Odéon avec Sephora Mossé dans le rôle titre[2].

## Naissances
- 22 janvier : Henry Bauchau, dramaturge belge.
- 9 avril : Lise Delamare, actrice française.

## Décès
- 30 juin : Henri Rochefort, journaliste, écrivain, pamphlétaire, pauteur de théâtre et homme politique français, né le 30 janvier 1831.
- 13 juillet : Friedrich Julius Heinrich von Soden, essayiste, dramaturge et directeur de théâtre allemand, né le 4 décembre 1754.